# Vadim Gladoun
Vadim Ivanovitch Gladoun (en russe : Вадим Іванович Гладун), né le 21 avril 1937 à Kiev en république socialiste soviétique d'Ukraine (Union soviétique) et mort le 5 mars 2024, est un joueur russe de basket-ball.

## Palmarès
- 3e du championnat du monde 1963
- Champion d'Europe 1963
- Vainqueur de l'Universiade d'été de 1959 et 1961